# Le Pommier d'or et les Neuf Paonnes

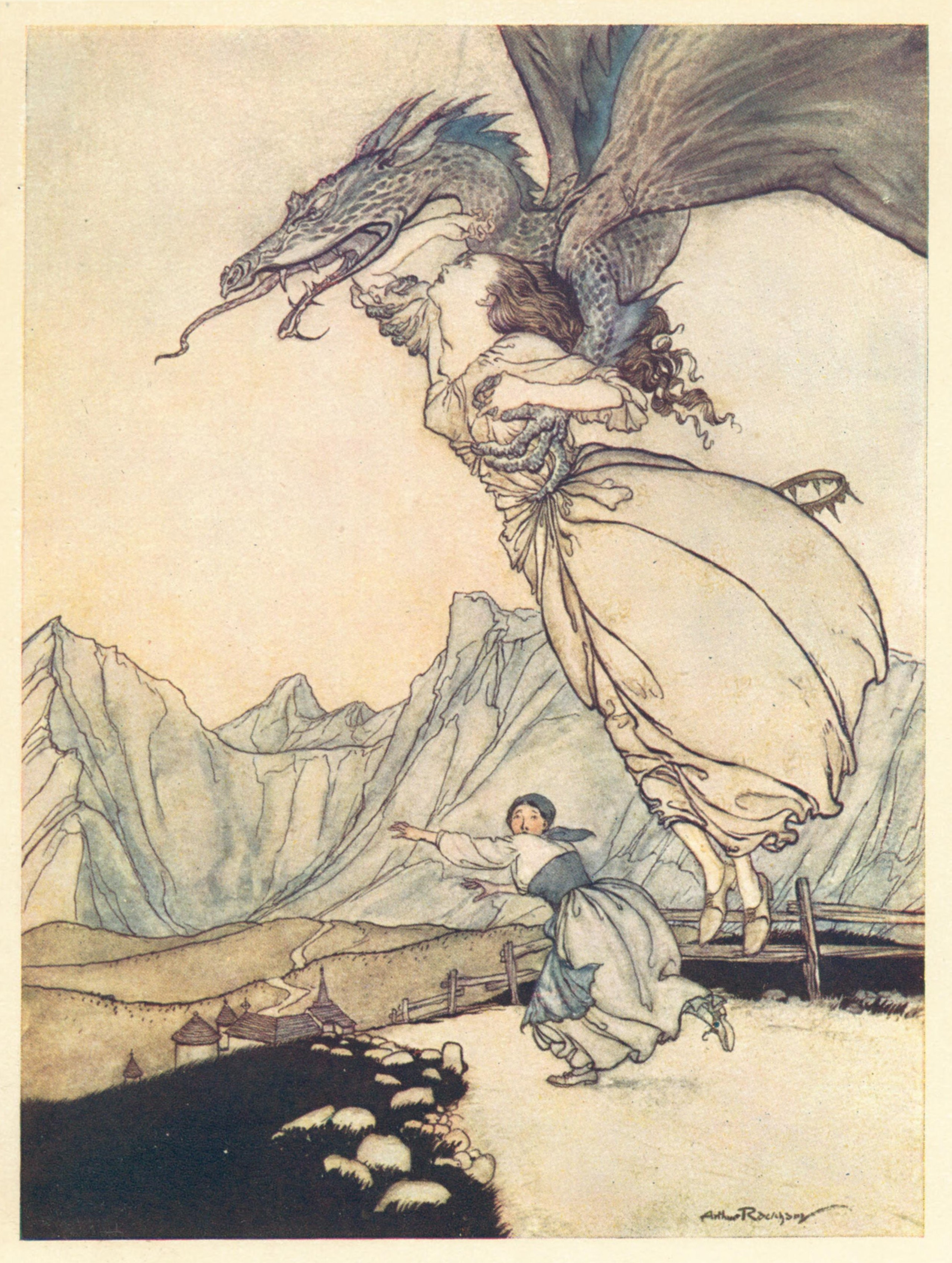
Illustration d'Arthur Rackham en 1916 : « Le dragon s'envola, attrapa la reine sur la route et l'emporta ».

Le Pommier d'or et les Neuf Paonnes (serbe : Златна јабука и девет пауница, Zlatna jabuka i devet paunica) est un conte populaire de la région des actuels Bosnie-Herzégovine et Serbie. Le protagoniste est un prince à la recherche d'une mystérieuse fille qu'il a vue pour la première fois sous la forme d'une paonne,,. Il a été publié en 1853. dans une compilation de poèmes populaires serbes supervisée par Vuk Stefanović Karadžić. Le genre littéraire est épique et le type littéraire est le conte populaire.

## Thème
Le thème principal du conte populaire Le Pommier d'or et les Neuf Paonnes est l'amour entre deux jeunes. Il ne s'agit pas de n’importe quel amour, mais du véritable amour pur pour lequel chacun est prêt à faire divers sacrifices et concessions, juste pour être avec l’être aimé.

## Adaptation au cinéma et à la télévision
- 1950 : L'Épée magique (Čudotvorni mač), film yougoslave de Vojislav Nanović (sr)
- 1987 : Zlatna jabuka i devet paunica (sh), téléfilm yougoslave d'Aleksandar Jevđević